# II-74
De II-74 is een nationale weg van de tweede klasse in Bulgarije. De weg loopt van Dralfa via Targovisjte naar Veliki Preslav. De II-74 is 40 kilometer lang.